# Glossa ordinaria (Bibel)

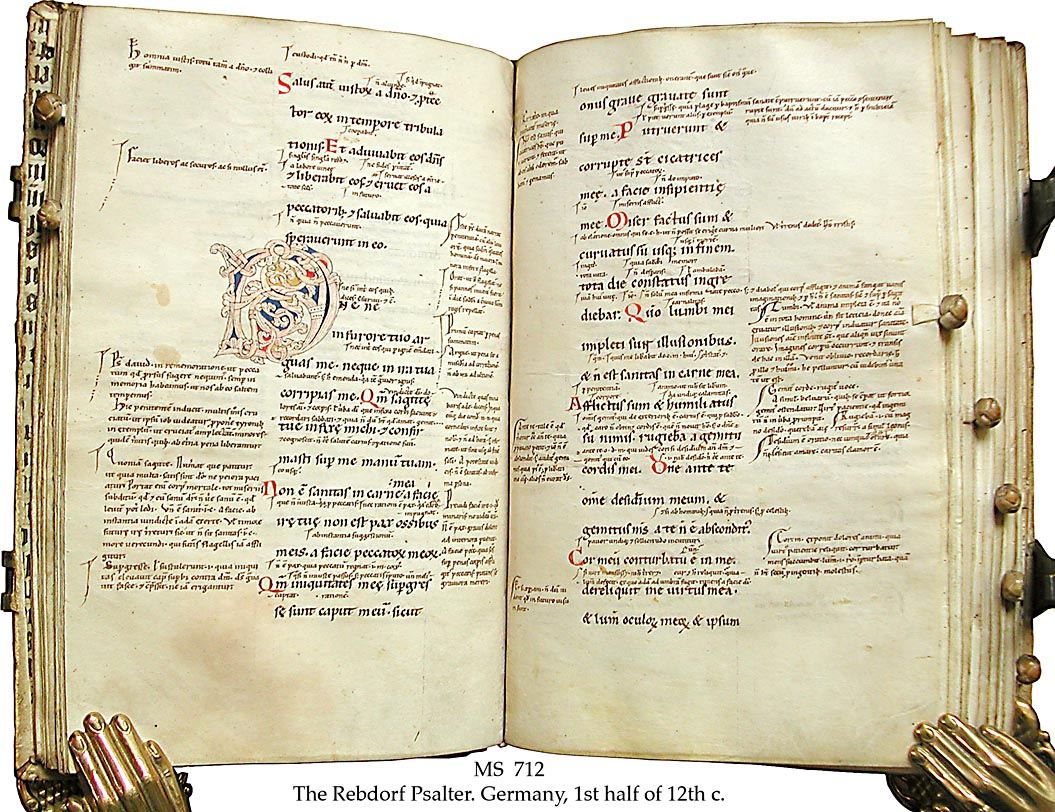
Psalter mit Glossa ordinaria

Die Glossa ordinaria (lateinisch für „gewöhnliche Glosse“, „Standardglosse“) ist ein Exegese- und Kommentarwerk zur Vulgata, der lateinischen Bibelübersetzung, in Form von Interlinearglossen, das Anfang des 12. Jahrhunderts in einem längeren Prozess zusammengestellt wurde. Dabei wurden Vorgängerschriften und Zitate von Kirchenvätern verarbeitet, besonders von Hieronymus. Maßgeblich beteiligt waren der Frühscholastiker Anselm von Laon und sein Bruder Radulf mit der Schule von Laon. Später wurde die Glossa ordinaria oft zusammen mit der Postille des Nikolaus von Lyra gedruckt.
Die Glossa ordinaria wurde zum meistbenutzten Bibelkommentar des Mittelalters. Neben der wörtlichen Bedeutung ist die allegorische Auslegung charakteristisch.
Vor dem 20. Jahrhundert wurde die Glossa ordinaria fälschlich dem Reichenauer Abt Walahfrid Strabo zugeschrieben.

## Ausgaben
Die Glossa ordinaria ist in unkritischer Ausgabe und mit der fälschlichen Zuschreibung an Walahfrid Strabo in Jacques-Paul Mignes Patrologia Latina in den Bänden 113 und 114 abgedruckt und elektronisch zugänglich. Die erste gedruckte Ausgabe der Glossa ordinaria stammt von Adolph Rusch (vier Bände, Straßburg 1480/81) und ist als Faksimile ebenfalls digitalisiert. Für die Bücher Genesis, Klagelieder und Hohelied sind moderne, kritische Ausgaben erhältlich.